# Героїчний театр «Пам'ять»
Героїчний театр «Пам'ять» — український театр, що діє у Києві з 2007 року. Мета створення театру – виконання засобами театрального мистецтва статутних завдань МЛ «МІСМУ», патріотичне виховання молоді, розкриття героїчних сторінок української історії, визначних постатей України та налагодження взаємозв'язку поколінь.
У театрі грали такі актори: народна артистка України Лариса Хоролець, заслужені артисти України Борис Лобода, Петро Бойко, Микола Міжевич, заслужений діяч мистецтв Василь Неволов, лавреат премії імені В. Стуса Кирило Булкін, кандидат історичних наук Олег Топилко та талановита молодь.

## Історія
Передумовою створення театру Героїчного театру «Пам'ять» стали, починаючи з 1996 року, театралізовані літературно-мистецькі постановки, здебільшого у військових частинах Збройних сил України, зокрема такі:
- «Йдемо до тебе, батьку наш, Тарасе!»
- «Дочка Прометея» (присвячується Лесі Українці)
- «Свято Михайла Архистратига»
- «Пам'яті Героїв Крут»
- «Пречиста Покрова козацька мати»
- «Іван Богун — лицар України»
- «Герої Холодного Яру» (цикл)
- «Розстріляне Відродження» (цикл)
- «Кирило Осьмак»
- «Олена Теліга»
- «Василь Стус»
- «Жіночі голоси козацька доба
- «В'ячеслав Чорновіл»

Героїчний театр «Пам’ять» Галини Яблонської — театр, створений 2007 року, з ініціативи молодіжного крила Міжнародної Ліги «Матері і сестри — молоді України».

## Репертуар
З 2007 року (після офіційного заснування Театру) в репертуарі:
- «Вони пішли у безсмертя» (пам'яті Героїв Крут)
- «Ольжич назавжди» (до сторіччя з дня народження)
- «Василь Капніст запрошує» (на виконання програми Мінкультури)
- «Розгін до волі: послання Карпатської України в сьогодення»
- «Уклін тобі, рідна мати» (до відзначення Дня Матері 1 Дня Сім'ї).
- «Геній і сучасність» («Живий Шевченко")
- «До нескінченності дерзати!» (до 75-річчя Юрія Литвина, сценарій Кирила Булкіна)
- «На спільнім шляху» (стосунки Українців і Кримських Татар в історії і сьогоденні, сценарій Кирила Булкіна)
- «Промовте життя моє і стримайте сльози» (Актуальний майстер-клас від Михайла Бойчука)
- «Шевченкові імперативи і ми» (до 200-річчя Тараса Шевченка).

Вистава "Шевченкові імперативи і ми" є унікальним театральним проєктом Героїчного театру “Пам’ять”, приуроченим до 200-річчя від дня народження Тараса Шевченка. У цій виставі Галина Яблонська - у ролі авторки сценарію та режисерки. Костюми та художнє оформлення спектаклю створила її донька, Олена Богатирьова. У постановці брали участь професійні актори й молодь. 
Виставу створено Галиною Яблонською за мотивами книги Дмитра Нитченка «Живий Шевченко» та новели Осипа Маковея «Як Шевченко роботу шукав». Це театралізоване дійство, яке досліджує творчість Тараса Шевченка через призму сучасности.
Цю виставу було представлено на різних культурних майданчиках Києва, зокрема в Києво-Могилянській академії, Національній парламентській бібліотеці, тут на малій сцені Театру Франка і навіть на Софіївській площі Києва.
Автором всіх сценаріїв (крім двох вказаних) є Галина Яблонська.

## Керівництво
Незмінним художнім керівником театру, автором більшості сценаріїв та режисером-постановником є президент МЛ «МІСМУ», народна артистка України Галина Яблонська, а директором – театрознавець, письменник Василь Неволов.

## Цитати
Серед великої кількості подяк за виступи найточнішою і найвищою оцінкою нашої діяльності були слова ректора Черкаського інституту пожежної безпеки ім. Героїв Чорнобиля генерала М. Шкарабури, який після показу вистави «Вони пішли в безсмертя» перед студентами інституту написав так:
«Ваша творча діяльність, спрямована на висвітлення маловідомих сторінок історії України, відображення в мистецтві національного духу і величі українського народу, має велике і неоціненне значення для патріотичного виховання молоді. Один перегляд Вашої вистави заміняє десятки лекцій про історію української державності, пробуджує національну гордість і любов до неньки-України.»

## Публікації
- Театр «Пам'ять» запрошує // Нація і держава, січень 2016 року.
- Мулова, Марія Героїчному театру салют!